# 쉬니 백작 오토 1세
오토 1세(Otto I de Chiny, 950년/955년? ~ 987년) 또는 오도 1세(Odo I), 에우도 1세(Eudes)는 서프랑크 왕국의 귀족이자 왕족으로, 카롤링거 왕조의 분가인 헤르베르투스 왕조 출신 쉬니(Chiny) 백작이저, 이부아 백작(Comte de Ivois)이었다. 별칭은 와라크의 오토(Otto of Warcq)이다. 그는 쉬니 백작령을 처음 창설하였다. 샤를마뉴의 차남 롬바르드의 왕 피피노 카를로만의 후손으로, 카롤링거 베르망두아백작 헤르베르투스 1세의 증손자이다. 버르망두아 출신이므로 베르망두아의 오토(Otton de Vermandois) 또는 베르망두아의 외드(Eudes de Vermandois)라고도 부른다. 쉬니백작령의 창설자이자, 와라크의 영주이기도 하다.

## 생애
일설에는 그의 이름이 오토가 아니라 프랑크식 이름인 오도(에우도)라는 설도 있다. 베르망두아 백작 경건자 아달베르트 1세와, 로타링기아 공작 기셀베르투스와 동프랑크 왕국 하인리히 1세의 딸 작센의 게르베르가의 딸 로타링기아의 게르베르가의 아들이었다. 신성 로마 황제 오토 1세는 그의 외외종조부가 되고, 부계로 카롤링거 가의 먼 친족이기도 한 서프랑크 왕국 로테르 3세나 로타링기아의 샤를은 이복 외삼촌이 된다.
그의 아버지는 오토와 형제 리우돌프의 이름을 프랑크 족이 아닌 게르만 족의 이름을 따서 아들들에게 작명하였다. 이는 그의 아버지 아달베르트 1세가 자신의 외가인 작센 오토 왕가와의 인연에서 유래한 것이다. 어머니 로타링기아의 게르베르가는 황제 오토 1세의 외조카딸이 된다.
초기의 삶은 알려지지 않았다. 956년 그는 로타링기아의 치니의 백작에 임명되었는데 베르망두아인근에 있는 지역이었다. 어렸을 때 그는 하인아우트 경(Load of Hainaut) 과 캄브레시스(Cambrésis, 훗날의 캉브레) 경에 임명되었다. 그러나 어느 시점에 그의 작위들은 다른 귀족들에게 넘어갔다.
그는 이웃 영주들과 싸우기를 좋아하는 영주로도 알려져 있다. 그는 직접 군사를 이끌고 인근 지역인 하인나우트(Hainaut)와 캉브레시스(Cambresis)를 위협했습니다. 971년 그는 아르데네스에 있는 워러크 성을 수축하고, 같은 성에서 군사를 일으켜 랭스 대주교 아달베롱 등을 공격하였다. 아달베롱 주교는 대대로 제국 정부의 고문의 직위를 역임했다.
그의 아내의 이름은 정확하게 알려지지는 않았는데, 로타링기아의 팔라틴 백작 비게리크 폰 로타링기아(Wigeric von Lotharingia)와 서프랑크의 왕 말더듬이 루트비히의 딸 쿠니군데의 딸이었다.

## 가족 관계
- 증조부 : 헤르베르트 1세, 샤를마뉴의 손자 베른하르트 1세의 서자 피핀 2세의 셋째 아들
- 할아버지 : 헤르베르트 2세
- 할머니 : 네우스트리아의 아델라, 서프랑크의 왕 로베르 1세의 딸
- 아버지 : 아달베르트 1세
- 어머니 : 로타링기아의 게르베르가(930년경 - 978년), 로타링기아 공작 기셀베르트[1]와 작센의 게르베르가[2]의 딸
  - 형 : 헤르베르트 3세
  - 형 : 리우돌프(Liudolph 957년경 ~ 986년), 누아용(Noyon) 주교
  - 동생 : 가이 1세, 일설에는 그의 할아버지 헤르베르트 2세의 아들이라는 설도 있다.
- 부인 : 이름 미상, 베덴시스(Bedensis) 또는 비드가우(Bidgau) 백작 비게리쿠스 또는 비데리쿠스의 딸
  - 아들 : 루이 1세, 치니 후작이자 와라크 영주(987-1025), 베르덩 백작(1024-1025)

## 참고 자료
- Formation territoriale des principautés belges au Moyen Âge. Vol. 2. H. Lamertin, Libraire-Editeur.
- Arlette Laret-Kayser, Entre Bar et Luxembourg : Le Comté de Chiny des Origines à 1300, Bruxelles (éditions du Crédit Communal, Collection Histoire, série in-8°, n° 72), 1986
- Medieval Lands Project, Comtes d’Ivois et Chiny
- Vanderkindere, Léon, La Formation territoriale des principautés belges au Moyen Âge, Bruxelles, H. Lamertin, 1902
- Christian Settipani, La Préhistoire des Capétiens (Nouvelle histoire généalogique de l'auguste maison de France, Villeneuve d'Ascq, éd. Patrick van Kerrebrouck, 1993, p. 545 p. (ISBN 978-2-95015-093-6)